# Mencheviks

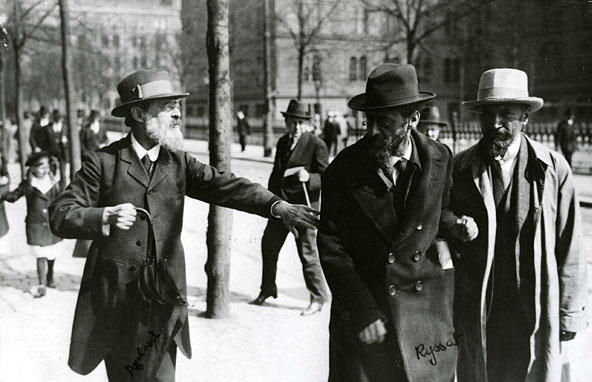
Dirigeants mencheviks à Norra Bantorget à Stockholm en mai 1917 : Pavel Axelrod, Julius Martov et Alexandre Martynov.

Les mencheviks (/mɛnʃevik/ ; du russe : меньшевик /mʲɪnʲʂɨˈvʲik/ litt. « minoritaire ») sont un courant socialiste russe se réclamant du marxisme, initialement formé par la fraction minoritaire du Parti ouvrier social-démocrate de Russie (POSDR) lors de la division de ce parti au 2e congrès de Londres en 1903.
Le mot menchevik (en russe меньшевик) vient de menchinstvo (меньшинство en russe) qui signifie « minorité ». Ils s'opposent aux bolcheviks (большевик ; de bolchinstvo, большинство, « majorité »), qui seront à l'origine de la création du Parti communiste de l'Union soviétique. Le terme de « minorité » provient du résultat d'un vote effectué en 1903 au deuxième congrès du parti au sujet de questions d'organisation et de stratégie. Les Bolcheviks menés par Lénine prônaient l'organisation d'un parti de cadres, formé de révolutionnaires professionnels, par opposition à la conception des Mencheviks qui, autour de Julius Martov, préconisaient un parti de masse, où l'adhésion était ouverte au plus grand nombre.
Cependant, même si la faction bolchévique était majoritaire au sein du POSDR en 1903, elle n'en était pas moins restée minoritaire sur la scène politique jusqu'à la révolution d'Octobre 1917. En effet, en 1905, il y a 8 000 Bolcheviks dans les organisations clandestines en comparaison avec les 12 000 Mencheviks à la même époque. Par ailleurs, le Parti socialiste révolutionnaire (SR) comptait également plus d'adhérents que les Bolcheviks.

## Histoire
De février à octobre 1917, le Comité exécutif du Soviet de Petrograd est présidé par un Menchevik, Nicolas Tcheidze (Nicolas Tchkhéidzé).
En avril 1917, un autre Menchevik, Irakli Tsérétéli rejoint le gouvernement provisoire. Certains mencheviks minoritaires, comme Julius Martov, s'opposent à cette participation.
Cette participation les dessert, et ils perdent de leur influence aux élections municipales de Moscou en septembre 1917.
Le 25 octobre 1917, lors du Congrès des Soviets, les 110 délégués mencheviques, minoritaires (sur 673 délégués), quittent la salle au moment de la ratification de la révolution d'Octobre, pour dénoncer un « coup d'État bolchevique ».
Le 14 juin 1918, les Mencheviks sont finalement contraints à la clandestinité, à la veille des élections au cinquième congrès des soviets, où ils espéraient obtenir la majorité.
Durant la guerre civile, certains membres du parti s'allient aux « blancs » pour combattre les bolcheviks. Le Comité central menchevique condamne formellement ces initiatives, particulièrement dans la région de la Volga où elles sont nombreuses. Dans une logique d'opposition aux Bolcheviks au pouvoir, les Mencheviks soutiennent les marins de Kronstadt en mars 1921.
Poursuivis, emprisonnés et exécutés par les Bolcheviks, même les militants et les dirigeants qui s'étaient ralliés au régime sont exterminés jusque dans les années des grands procès staliniens et autres déportations avant la Seconde Guerre mondiale. Ceux qui peuvent s'exiler installent leur direction à Berlin, où ils publient Le Messager socialiste (Sotsialistitcheski Vestnik). En 1933, l’arrivée au pouvoir de Hitler les oblige à quitter Berlin pour Paris.

## Idéologie et stratégie
Les Mencheviks ont souhaité mener une révolution par étapes, en consentant initialement en Russie à une alliance avec la bourgeoisie libérale : il s'agit d'abord d'arriver à la démocratie, puis d'accéder au socialisme (par le biais de luttes sociales ou de fonds mutualistes par exemple). En ce sens, ils rejoignent les socialistes et les sociaux-démocrates.
Sur le plan international, les Mencheviks furent membres de l'Union des partis socialistes pour l'action internationale (structure très critique de la Deuxième Internationale), puis de l'Internationale ouvrière socialiste.